# Craig Branch
Pour les articles homonymes, voir Branch.
Craig « Bud » Branch, né le 11 février 1977 à Sydney, est un skieur alpin australien, spécialiste des épreuves de vitesse.

## Biographie
À l'âge de neuf ans, il commence à skier, suivant les pas de son frère et de sa sœur sur les pistes de Perisher.
Reconnu pour son talent en Australie, il part courir en Europe et fait ses débuts internationaux en 1994, avant de prendre notamment aux Championnats du monde junior en 1995 et 1996, édition où il obtient deux top vingt en vitesse.
Après notamment être monté sur trois podiums sur la Coupe nord-américaine à Lake Louise, il fait ses débuts en Coupe du monde en 1999, année où il reçoit sa première sélection en championnat du monde, pour se classer 26e à la descente.
Lors des Championnats du monde 2001 à Sankt Anton, il réalise le meilleur résultat de sa carrière dans l'élite en prenant la quatorzième place au combiné. Il 
y court aussi la descente (26e), le slalom géant (28e) et le super G (37e). Ses autres sélections aux Championnats du monde sont 2003, 2005 et 2009.
Aux Jeux olympiques d'hiver de 2002, à Salt Lake City, où il est le seul représentant australien dans ce sport, il est 45e de la descente, 27e du super G et abandonne le combiné.
Aux Jeux olympiques d'hiver de 2006, à Turin, il finit 32e de la descente.
Il marque ses premiers points dans la Coupe du monde en 2007 avec une 27e place à la descente de Val Gardena. Il marque également des points (top 30) lors de la saison 2009-2010 à Lake Louise, avant de prendre sa retraite sportive avant le début de la saison suivante.
Aux Jeux olympiques d'hiver de 2010, à Vancouver, il termine 34e de la descente, où il évite de peu une collision avec un travailleur et 29e du super G.

## Palmarès

### Jeux olympiques d'hiver
| Épreuve / Édition | Salt Lake City 2002 | Turin 2006 | Vancouver 2010 |
| Descente          | 45e                 | 32e        | 34e            |
| Super G           | 27e                 | -          | 29e            |
| Combiné           | Abandon             | -          | -              |

### Championnats du monde
| Épreuve / Édition | Beaver Creek 1999 | Sankt Anton 2001 | Saint-Moritz 2003 | Bormio 2005 | Val d'Isère 2009 |
| Descente          | 26e               | 26e              | 32e               | -           | -                |
| Super G           | 34e               | 37e              | 36e               | 38e         | 35e              |
| Slalom géant      | Abandon           | 28e              | -                 | -           | -                |
| Combiné           | -                 | 14e              | -                 | -           | -                |

### Coupe du monde
- Meilleur classement général : 135e en 2008.
- Meilleur résultat : 27e.

#### Classements en Coupe du monde
| Année     | Classement général final | Classement en descente |
| 2007-2008 | 135e                     | 56e                    |
| 2009-2010 | 149e                     | 55e                    |

### Coupe nord-américaine
- 3 podiums.